# David Bruhn
David Bruhn (Memel, 30 september 1727 – Berlijn, 27 april 1782) was een Duits luthers theoloog, prediker en kerklieddichter.

## Biografie
De zoon van een koopman werd op 30 september 1727 in Memel geboren. Hij studeerde in 1743 aan de Albertina Universiteit te Koningsbergen en in 1747 aan de Universiteit van Halle bij Siegmund Jakob Baumgarten, wiens bibliothecaris hij was. In 1750 werd Bruhn conrector van het Köllnisches Gymnasium in Berlijn, en twee jaar later prediker aan een cadettenschool. In 1754 werd David Bruhn diaken van de Marienkirche, twee jaar later werd hij daar aartsdiaken, wat hij tot zijn dood op 27 april 1782 bleef. Bruhn werkte mee aan de liedbundel Gesangbuch zum gottesdienstlichen Gebrauch in den königlich preußischen Landen van Johann Samuel Diterich, die in 1765 in Berlijn verscheen. Daarvoor heeft hij zeven oude liederen herdicht en vier nieuwe gezangen geschreven.

## Liederen
- Der du uns als Vater liebest, treuer Gott, und deinen Geist denen, die dich bitten, gibest
- Hier bin ich, Jesu, zu erfüllen, was du in deiner Leidensnacht nach deinem gnadenvollen Willen zur Pflicht und Wohltat mir gemacht
- Wohl dem, der richtig wandelt, der als ein Wahrheitsfreund in Wort und Werken handelt und das ist, was er scheint!